# Дискографія Queen
Дискографія британського рок-гурту Queen налічує 15 студійних і 9 концертних альбомів, 38 збірників, 1 мініальбом, 24 бокс-сети, 36 відеоальбомів і 77 синглів.
1973 року гурт випустив дебютний однойменний альбом, який не став успішним, але посів 24 позицію в британському чарті, отримав платиновий сертифікат в Польщі і золотий на батьківщині колективу. Сингли з дебютної платівки також не принесли музикантам успіху. У 1974 році вийшов другий альбом Queen II. Третій альбом гурту, Sheer Heart Attack, потрапив до 7 чартів, а пісня «Killer Queen» стала їхнім першим хітом. Сингл у Великій Британії став срібним. Наступний альбом, A Night at the Opera, прославив групу на весь світ завдяки пісням «You're My Best Friend» і «Bohemian Rhapsody», яка здобула величезну популярність серед шанувальників. 1976 року вийшов альбом A Day at the Races, дуже схожий на свого попередника, внаслідок чого гурт звинувачували у невдалій спробі повторити успіх попереднього альбому. Однак він пробився у багато чартів, а пісня «Somebody to Love» стала черговим хітом.
У 1977 році вийшов диск News of the World, що приніс одразу два всесвітньо відомих хіти: «We Will Rock You» і «We Are The Champions». 1978 року вийшов Jazz, який вирізняється своїм жанровим розмаїттям, внаслідок чого альбом розкритикували деякі музичні видання. У 1980 році вийшов альбом The Game, що відкрив нову епоху в творчості Queen. Найбільш успішними стали композиції «Crazy Little Thing Called Love» і «Another One Bites the Dust».
Через рік гурт записав саундтрек до фільму «Флеш Гордон», пісні якого вийшли на однойменному альбомі. У 1982 році вийшов альбом Hot Space, мав менший успіх в зв'язку з тим, що Queen відійшли від рок-музики і експериментували з диско, R&B і танцювальною музикою, намагаючись перевершити успіх диско-фанкової «Another One Bites the Dust». Після провального в комерційному плані альбому гурт зробив перерву в концертній діяльності на 1983 рік, щоб створити матеріал, який дозволив би повернути минулі успіхи.
1984 року вийшов наступний альбом The Works, що потрапив у топ-10 практично будь-якого куточка планети. Альбом ознаменував повернення Queen до хард-року, але експерименти з електронікою продовжилися. Найбільш успішною піснею стала «Radio Ga Ga». Другий сингл з цього альбому — «I Want to Break Free» — став гімном Африканського Національного Конгресу. Період з 1984 по 1995 рік є періодом найбільшого комерційного успіху. Кожен з випущених за цей час студійних альбомів став платиновим у Великій Британії і розійшовся тиражем у принаймні 1 мільйон примірників. У 1986 році гурт створив з пісень, написаних як саундтреки до фільмів «Залізний орел» і «Горець», новий альбом A Kind of Magic, який отримав триразовий платиновий статус у Польщі. 1989 року вийшов альбом The Miracle, на якому музиканти знову повернулися до звичного хард-року. У лютому 1991 року вийшов останній за життя Фредді Мерк'юрі альбом Innuendo. Незадовго до смерті Мерк'юрі з'явився черговий хіт «The Show Must Go On». У 1995 році учасники групи випустили останній альбом Made in Heaven, який музично та стилістично нагадував творчість Queen 1970-х. У Великій Британії альбом став чотири рази платиновим, світові продажі становили 20 мільйонів примірників.
Загальний тираж усіх релізів гурту перевищує 200 мільйонів примірників. У 1990 році Queen отримали премію BRIT Awards за видатний внесок у британську музику, а 2005 року посіли 52-ге місце в списку 100 найвидатніших виконавців всіх часів за версією журналу Rolling Stone

## Студійні альбоми
| 1973                                              | Queen Подробиці - Вихід: 13 червня - Лейбл: EMI - Формат: LP, CD, SACD, Stereo 8, CS             | 24 | 83    | —  | 77 | 87 | —  | — | —  | —  | —  | —  | —  | —  | —     | — | —  | — | — | —  | — | —  | Список - - : Золотий - : Золотий - : Платиновий |
| 1974                                              | Queen II - Вихід: 8 березня - Лейбл: EMI - Формат: LP, CD, SACD, Stereo 8, CS                    | 5  | 49    | 40 | 79 | —  | 19 | — | —  | —  | —  | —  | —  | —  | —     | — | —  | — | — | —  | — | —  | Список - - : Золотий - : Золотий - : Платиновий |
| 1974                                              | Sheer Heart Attack - Вихід: 8 листопада - Лейбл: EMI, Parlophone - Формат: LP, CD, SACD, CS      | 2  | 12    | 6  | 19 | 32 | 9  | 7 | 6  | —  | —  | —  | —  | —  | —     | — | —  | — | 7 | —  | — | —  | Список - - : Золотий - : Платиновий - : Платиновий |
| 1975                                              | A Night at the Opera - Вихід: 2 грудня - Лейбл: EMI - Формат: LP, CD (+ DVD), SACD, Stereo 8, CS | 1  | 4     | 2  | 1  | 22 | 4  | 1 | 16 | 5  | 1  | 10 | 55 | 23 | 96/88 | 9 | —  | 4 | — | —  | — | —  | Список - - : 3×Платиновий - : Платиновий - : 2×Платиновий - : Платиновий - : Золотий - : Платиновий - : Золотий - : Платиновий - : Золотий |
| 1976                                              | A Day at the Races - Вихід: 10 грудня - Лейбл: EMI - Формат: LP, CD, Stereo 8, CS                | 1  | 5     | 4  | 8  | 24 | 3  | 1 | —  | 10 | 11 | 8  | —  | —  | 2     | 8 | —  | — | 2 | —  | 6 | —  | Список - - : Платиновий - : Золотий - : Платиновий - : Платиновий - : Золотий |
| 1977                                              | News of the World - Вихід: 28 жовтня - Лейбл: EMI - Формат: LP, CD, Stereo 8, CS, SACD           | 4  | 3/22  | 2  | —  | —  | 4  | 1 | 1  | 7  | 15 | 9  | —  | —  | —     | 9 | —  | — | — | —  | — | —  | Список - - : 4×Платиновий - : Золотий - : Платиновий - : 3×Платиновий - : Платиновий - : Золотий - : Платиновий |
| 1978                                              | Jazz - Вихід: 20 листопада - Лейбл: EMI - Формат: LP, CD, SACD, Stereo 8, CS                     | 2  | 6     | 6  | —  | —  | 6  | 3 | 7  | 5  | 20 | 6  | —  | —  | —     | 8 | —  | — | — | —  | — | —  | Список - - : Платиновий - : Золотий - : Платиновий - : Золотий - : Золотий - : Платиновий - : Золотий |
| 1980                                              | The Game - Вихід: 30 червня - Лейбл: EMI - Формат: LP, CD, SACD, Stereo 8, CS, DVD               | 1  | 1/8   | 1  | —  | 79 | 2  | 1 | —  | 2  | 11 | 7  | —  | —  | —     | 5 | 1  | — | — | —  | — | —  | Список - - : 4×Платиновий - : Платиновий - : Платиновий - : Золотий - : Золотий |
| 1980                                              | Flash Gordon - Вихід: 8 грудня - Лейбл: EMI - Формат: LP, CD, SACD, CS, Stereo 8                 | 10 | 23    | 11 | —  | —  | 25 | 7 | —  | 2  | —  | 29 | —  | —  | —     | 1 | 18 | — | — | —  | — | —  | Список - - : Золотий - : Платиновий |
| 1982                                              | Hot Space - Вихід: 21 травня - Лейбл: EMI - Формат: LP, CD, SACD, Stereo 8, CS                   | 4  | 22/40 | 4  | 15 | 6  | 3  | 1 | 7  | 5  | 5  | 4  | —  | —  | —     | 1 | 9  | — | — | —  | — | —  | Список - - : Золотий - : Золотий - : Платиновий - : Золотий |
| 1984                                              | The Works - Вихід: 27 лютого - Лейбл: EMI - Формат: LP, CD, SACD, CS                             | 2  | 23    | 22 | 12 | 7  | 2  | 1 | 14 | 3  | 9  | 3  | —  | —  | 18/87 | 2 | 4  | 3 | — | —  | — | —  | Список - - : Золотий - : Платиновий - : Платиновий - : Платиновий - : Платиновий - : Платиновий - : Золотий - : Платиновий |
| 1986                                              | A Kind of Magic - Вихід: 2 червня - Лейбл: EMI - Формат: LP, CD, SACD, CS                        | 1  | 46    | 50 | 12 | 25 | 5  | 2 | 6  | 4  | 9  | 9  | 91 | —  | 88    | 3 | 11 | 4 | — | —  | — | 11 | Список - - : Золотий - : 2×Платиновий - : 3×Платиновий - : Платиновий - : Золотий - : Платиновий - : 2×Платиновий - : Платиновий - : Платиновий |
| 1989                                              | The Miracle - Вихід: 22 травня - Лейбл: Parlophone - Формат: LP, CD, SACD, CS                    | 1  | 24    | 18 | 4  | 23 | 2  | 1 | 11 | 1  | 2  | 6  | —  | —  | —     | 1 | 3  | 1 | — | 36 | — | —  | Список - - : Платиновий - : Золотий - : Золотий - : Платиновий - : Платиновий - : Платиновий - : Платиновий - : Золотий |
| 1991                                              | Innuendo - Вихід: 4 лютого - Лейбл: Parlophone - Формат: LP, CD, SACD, CS                        | 1  | 30    | 16 | 6  | 17 | 8  | 1 | 9  | 1  | 6  | 9  | 65 | —  | —     | 2 | 1  | 1 | — | 3  | — | —  | Список - - : 2×Платиновий - : Золотий - : Золотий - : Платиновий - : Золотий - : Золотий - : Платиновий - : Платиновий - : 2×Платиновий - : Платиновий - : Платиновий |
| 1995                                              | Made in Heaven - Вихід: 6 листопада - Лейбл: Parlophone - Формат: LP, CD, SACD, CS               | 1  | 58    | 18 | 3  | 10 | 2  | 1 | 2  | 1  | 1  | 1  | 1  | 1  | 1     | 1 | 1  | 1 | 1 | 3  | 1 | 1  | Список - - : 4×Платиновий - : Платиновий - : 2×Платиновий - : Платиновий - : Золотий - : Платиновий - : 3×Платиновий - : 3×Платиновий - : Платиновий - : 2×Платиновий - : Платиновий - : 2×Платиновий - [[Файл:Шаблон:Прапор Австрия\|20x13px\|Австрия]]: 2×Платиновий - : 5×Платиновий |
| «—» ставиться, якщо альбом не потрапив до в чарту |                                                                                                  |    |       |    |    |    |    |   |    |    |    |    |    |    |       |   |    |   |   |    |   |    | |

## Концертні альбоми
| 1979                                              | Live Killers - Вихід: 22 червня - Лейбл: EMI - Формат: 2×LP, 2×CS, Stereo 8, 2×CD                                        | 3  | 16   | 25 | 8  | 10 | 9  | 4  | 21 | 15 | 3  | 34 | —  | —   | —  | —  | 8      | 8  | —  | —  | —  | — | Список - - : 2×Платиновий - : Золотий - : Золотий - : Платиновий - : Золотий - : Золотий                                            |
| 1985                                              | Live in Concert - Лейбл: Elektra - Формат: LP, CS                                                                        | —  | —    | —  | —  | —  | —  | —  | —  | —  | —  | —  | —  | —   | —  | —  | —      | —  | —  | —  | —  | — | |
| 1986                                              | Live Magic - Вихід: 1 грудня - Лейбл: EMI - Формат: LP, CD, CS                                                           | 3  | —    | —  | 49 | —  | 24 | 15 | 36 | 50 | 13 | 26 | 87 | —   | —  | —  | —      | —  | —  | —  | —  | — | Список - - : Платиновий - : Золотий - : Золотий - : Золотий - : Платиновий - : Платиновий - : Золотий                               |
| 1989                                              | At the Beeb - Вихід: 4 грудня - Лейбл: Band of Joy - Формат: LP, CD, CS                                                  | 67 | —    | —  | —  | —  | —  | —  | —  | —  | —  | —  | —  | —   | —  | —  | —      | —  | —  | —  | —  | — | |
| 1992                                              | Live at Wembley '86 - Вихід: 26 травня - Лейбл: Parlophone - Формат: 2×LP, 2×CS, 2×CD                                    | 2  | 53   | —  | 81 | —  | 12 | 20 | 3  | 29 | 6  | 6  | 2  | 2   | 1  | —  | —      | —  | 13 | —  | —  | 2 | Список - - : Платиновий - : Платиновий - : Золотий - : Золотий - : Платиновий - : Золотий - : Платиновий - : Золотий - : Платиновий |
| 2004                                              | Queen on Fire – Live at the Bowl - Вихід: 25 жовтня - Лейбл: Parlophone - Формат: 3×LP, 2×CD                             | 20 | —    | —  | —  | —  | 74 | 10 | —  | —  | 23 | 52 | 73 | 75  | 15 | 9  | 60/80  | —  | —  | —  | —  | — | Список - - : Золотий - : Золотий - : Платиновий - : Платиновий - : Золотий                                                          |
| 2007                                              | Queen Rock Montreal - Вихід: 27 жовтня - Лейбл: Parlophone - Формат: 3×LP, 2×CD                                          | 20 | —    | —  | —  | —  | 54 | 17 | —  | —  | 25 | 27 | 35 | 111 | —  | 22 | 84/62  | 73 | —  | —  | —  | — | |
| 2012                                              | Hungarian Rhapsody: Queen Live in Budapest '86 - Вихід: 20 вересня - Лейбл: Island, Universal Music Group - Формат: 2×CD | —  | —    | —  | —  | —  | 44 | 23 | —  | —  | —  | —  | —  | 102 | 29 | —  | 196/90 | —  | 10 | —  | —  | — | Список - - : Платиновий |
| 2014                                              | Live at the Rainbow '74 - Вихід: 8 вересня - Лейбл: Virgin - Формат: 2×LP, 2×CD, 4×LP                                    | 11 | 66/5 | —  | —  | —  | 7  | 9  | —  | —  | 12 | 19 | 17 | 55  | 15 | 22 | 22/13  | —  | 34 | 40 | 31 | — | |
| 2016                                              | On Air - Вихід: 4 листопада - Лейбл: Virgin, Hollywood Records - Формат: 2×CD, 6×CD                                      | 25 | —    | —  | —  | —  | —  | 28 | —  | —  | 60 | 84 | 32 | 123 | 73 | 27 | 65/52  | —  | —  | —  | —  | — | |
| «—» ставиться, якщо альбом не потрапив до в чарту | |    |      |    |    |    |    |    |    |    |    |    |    |     |    |    |        |    |    |    |    |   | |

## Збірки
| 1976                                              | Queen Best 16 / クイーンのすべて - Лейбл: Elektra - Формат: CS                                | — | —        | —  | —  | —  | —  | —  | —  | —  | —  | —  | —  | —  | —        | —  | —  | —  | —  | —  | — | |
| 1980                                              | The Best of Queen - Лейбл: Tonpress - Формат: LP                                              | — | —        | —  | —  | —  | —  | —  | —  | —  | —  | —  | —  | —  | —        | —  | —  | —  | —  | —  | — | |
| 1981                                              | Greatest Hits - Вихід: 2 листопада - Лейбл: Parlophone - Формат: 2×LP, CD, SACD, Stereo 8, CS | 1 | 11/5/ 15 | 8  | 4  | 21 | 1  | 1  | 1  | 21 | 1  | 5  | 63 | 5  | 47/ 70   | 12 | —  | 17 | —  | —  | — | Список - - : 8×Платиновий - : 3×Платиновий - : 15×Платиновий - : Платиновий - : Золотий - : 3×Платиновий - : Платиновий - : 11×Платиновий - : 4×Платиновий - : 7×Золотий - : Золотий - : 5×Платиновий - : Золотий |
| 1981                                              | Queen - Лейбл: AMIGA - Формат: LP, CS                                                         | — | —        | —  | —  | —  | —  | —  | —  | —  | —  | —  | —  | —  | —        | —  | —  | —  | —  | —  | — | |
| 1984                                              | Collection — 15 of the Best - Лейбл: K-Tel, Warner Special Products - Формат: LP, CS          | — | —        | —  | —  | —  | —  | —  | —  | —  | —  | —  | —  | —  | —        | —  | —  | —  | —  | —  | — | |
| 1984                                              | Golden Collection Vol. 1 - Лейбл: Elektra - Формат: 2×LP                                      | — | —        | —  | —  | —  | —  | —  | —  | —  | —  | —  | —  | —  | —        | —  | —  | —  | —  | —  | — | |
| 1984                                              | Golden Collection Vol. 2 - Лейбл: Elektra - Формат: 2×LP                                      | — | —        | —  | —  | —  | —  | —  | —  | —  | —  | —  | —  | —  | —        | —  | —  | —  | —  | —  | — | |
| 1985                                              | Thank God It´s Christmas - Лейбл: EMI - Формат: LP                                            | — | —        | —  | —  | —  | —  | —  | —  | —  | —  | —  | —  | —  | —        | —  | —  | —  | —  | —  | — | |
| 1991                                              | Greatest Hits II - Вихід: 28 жовтня - Лейбл: Parlophone - Формат: 2×LP, CD, 2×CS, MD          | 1 | 25       | 4  | —  | 4  | 1  | 2  | 1  | 2  | 1  | 1  | 1  | 2  | 195/ 173 | 1  | 8  | 1  | —  | —  | 3 | Список - - : Діамантовий - : 2×Платиновий - : Платиновий - : 2×Платиновий - : 8×Платиновий - : 4×Платиновий - : Діамантовий - : 9×Золотий - : 5×Платиновий - : Золотий                                            |
| 1991                                              | Golden Queen - Вихід: 1 листопада - Лейбл: Norae Maeul Records - Формат: LP                   | — | —        | —  | —  | —  | —  | —  | —  | —  | —  | —  | —  | —  | —        | —  | —  | —  | —  | —  | — | |
| 1992                                              | Classic Queen - Вихід: 3 березня - Лейбл: Hollywood - Формат: CD, CS                          | — | 4        | —  | 1  | —  | —  | —  | —  | —  | —  | —  | —  | —  | —        | —  | —  | —  | —  | —  | — | Список - - : 5×Платиновий - : 3×Платиновий |
| 1992                                              | The 12" Collection - Лейбл: Parlophone - Формат: 12"                                          | — | —        | —  | —  | —  | —  | —  | —  | —  | —  | —  | —  | —  | —        | —  | —  | —  | —  | —  | — | |
| 1993                                              | Bohemian Rhapsody - Лейбл: Kalaiz - Формат: LP                                                | — | —        | —  | —  | —  | —  | —  | —  | —  | —  | —  | —  | —  | —        | —  | —  | —  | —  | —  | — | |
| 1994                                              | Queen, Queen II - Лейбл: Parlophone - Формат: 2×CD                                            | — | —        | —  | —  | —  | —  | —  | —  | —  | —  | —  | —  | —  | —        | —  | —  | —  | —  | —  | — | |
| 1997                                              | Queen Rocks - Вихід: 3 листопада - Лейбл: Parlophone - Формат: 2×LP, CD, CS                   | 7 | —        | —  | —  | —  | 14 | 12 | 32 | 51 | 16 | 16 | —  | —  | —        | —  | —  | —  | —  | —  | 9 | Список - - : Платиновий - : Золотий - : Золотий |
| 1997                                              | The Best 1 - Лейбл: Parlophone - Формат: CD                                                   | — | —        | —  | —  | —  | —  | —  | —  | —  | —  | —  | —  | —  | —        | —  | —  | —  | —  | —  | — | Список - - : 2×Золотий |
| 1997                                              | The Best 2 - Лейбл: Parlophone, EMI - Формат: CD                                              | — | —        | —  | —  | —  | —  | —  | —  | —  | —  | —  | —  | —  | —        | —  | —  | —  | —  | —  | — | Список - - : Золотий |
| 1997                                              | Greatest Karaoke Hits - Лейбл: Parlophone, EMI - Формат: 2×CD, LD, 12",                       | — | —        | —  | —  | —  | —  | —  | —  | —  | —  | —  | —  | —  | —        | —  | —  | —  | —  | —  | — | |
| 1998                                              | The Eye - Лейбл: Electronic Arts - Формат: 5×CD                                               | — | —        | —  | —  | —  | —  | —  | —  | —  | —  | —  | —  | —  | —        | —  | —  | —  | —  | —  | — | |
| 1999                                              | Greatest Hits III - Вихід: 8 листопада - Лейбл: Parlophone - Формат: 2×LP, CD, CS, MD         | 5 | —        | —  | —  | 5  | 8  | 5  | 24 | 19 | 2  | 4  | 89 | 9  | 7        | 7  | 6  | 2  | 35 | —  | 3 | Список - - : Платиновий - : Платиновий - : Золотий - : 2×Платиновий - : Золотий - : Золотий - : Золотий - : Платиновий - : Золотий                                                                                |
| 2000                                              | In Vision - Вихід: 28 липня - Лейбл: Parlophone, Toshiba EMI LTD - Формат: CD                 | — | —        | —  | —  | —  | —  | —  | —  | —  | —  | —  | —  | —  | —        | —  | —  | —  | —  | 6  | — | |
| 2002                                              | A Night at the Opera, A Day at the Races - Лейбл: EMI - Формат: 2×CD                          | — | —        | —  | —  | —  | —  | —  | —  | —  | —  | —  | —  | —  | —        | —  | —  | —  | —  | —  | — | |
| 2002                                              | Made in Heaven, Innuendo - Лейбл: Capitol - Формат: 2×CD                                      | — | —        | —  | —  | —  | —  | —  | —  | —  | —  | —  | —  | —  | —        | —  | —  | —  | —  | —  | — | |
| 2004                                              | Jewels - Вихід: 28 січня - Лейбл: Parlophone - Формат: CD                                     | — | —        | —  | —  | —  | —  | —  | —  | —  | —  | —  | —  | —  | —        | —  | —  | —  | —  | 1  | — | Список - - : Платиновий |
| 2005                                              | Jewels II - Вихід: 26 січня - Лейбл: Parlophone - Формат: CD                                  | — | —        | —  | —  | —  | —  | —  | —  | —  | —  | —  | —  | —  | —        | —  | —  | —  | —  | 10 | — | |
| 2006                                              | Stone Cold Classics - Вихід: 11 квітня - Лейбл: Hollywood - Формат: CD                        | — | —        | —  | —  | —  | —  | —  | —  | —  | —  | —  | —  | —  | —        | —  | —  | —  | —  | —  | — | |
| 2007                                              | The A–Z of Queen, Volume 1 - Вихід: 10 липня - Лейбл: Hollywood - Формат: CD (+DVD)           | — | —        | —  | —  | —  | —  | —  | —  | —  | —  | —  | —  | —  | —        | —  | —  | —  | —  | —  | — | |
| 2007                                              | Queen Collection - Лейбл: EMI - Формат: CD                                                    | — | —        | —  | —  | —  | —  | —  | —  | —  | —  | —  | —  | —  | —        | —  | —  | —  | —  | —  | — | Список - - : Платиновий |
| 2008                                              | Queen Collection 2 - Лейбл: EMI - Формат: CD                                                  | — | —        | —  | —  | —  | —  | —  | —  | —  | —  | —  | —  | —  | —        | —  | —  | —  | —  | —  | — | |
| 2008                                              | Queen in Vision 2008 - Вихід: 27 лютого - Лейбл: Parlophone - Формат: CD                      | — | —        | —  | —  | —  | —  | —  | —  | —  | —  | —  | —  | —  | —        | —  | —  | —  | —  | —  | — | |
| 2009                                              | Absolute Greatest - Вихід: 16 листопада - Лейбл: Parlophone - Формат: 3×LP, CD                | 3 | —        | 18 | 16 | 6  | 36 | 23 | 6  | 5  | 10 | 15 | 20 | —  | 15/ 22   | 4  | 4  | —  | 15 | —  | 5 | Список - - : Золотий - : Платиновий - : 2×Платиновий - : Платиновий - : Золотий - : Платиновий - : Золотий - : Золотий                                                                                            |
| 2009                                              | Rock You - Лейбл: Upfront, The Mail On Sunday - Формат: CD                                    | — | —        | —  | —  | —  | —  | —  | —  | —  | —  | —  | —  | —  | —        | —  | —  | —  | —  | —  | — | |
| 2011                                              | Deep Cuts, Volume 1 (1973–1976) - Вихід: 14 березня - Лейбл: Island - Формат: CD              | — | —        | —  | —  | —  | —  | —  | —  | —  | —  | —  | 90 | —  | —        | —  | —  | —  | —  | —  | — | |
| 2011                                              | Deep Cuts, Volume 2 (1977–1982) - Вихід: 27 червня - Лейбл: Island - Формат: CD               | — | —        | —  | —  | —  | —  | —  | —  | —  | —  | —  | —  | —  | —        | —  | —  | —  | —  | —  | — | |
| 2011                                              | Deep Cuts, Volume 3 (1984–1995) - Вихід: 5 вересня - Лейбл: Island - Формат: CD               | — | —        | —  | —  | —  | —  | —  | —  | —  | —  | —  | —  | —  | —        | —  | —  | —  | —  | —  | — | |
| 2013                                              | Icon - Вихід: 11 червня - Лейбл: Hollywood - Формат: CD                                       | — | 22       | —  | 8  | —  | —  | —  | —  | —  | —  | —  | —  | —  | —        | —  | —  | —  | —  | —  | — | |
| 2014                                              | Queen Forever - Вихід: 10 листопада - Лейбл: Virgin - Формат: 2×CD                            | 5 | 4        | 35 | 11 | 11 | 3  | 7  | 18 | 28 | 8  | 4  | 8  | 12 | 6/ 8     | —  | 12 | 5  | 39 | —  | — | Список - - : Золотий - : Золотий - : Золотий |
| ?                                                 | Best Selection - Лейбл: Echo - Формат: CD                                                     | — | —        | —  | —  | —  | —  | —  | —  | —  | —  | —  | —  | —  | —        | —  | —  | —  | —  | —  | — | |
| «—» ставиться, якщо альбом не потрапив до в чарту |                                                                                               |   |          |    |    |    |    |    |    |    |    |    |    |    |          |    |    |    |    |    |   | |

## Бокс-сети
| 1982                                              | Hit Box - Лейбл: Commander - Формат: 4×LP                                                                           | — | —  | —  | — | —  | — | —  | — | —  | —  | — | —  | —     | —  | — | —  | —  | |
| 1985                                              | The Complete Works - Вихід: 2 грудня - Лейбл: EMI - Формат: 14×LP                                                   | — | —  | —  | — | —  | — | —  | — | —  | —  | — | —  | —     | —  | — | —  | —  | |
| 1988                                              | The 3"CD-Singles - Лейбл: Parlophone - Формат: 12×CD                                                                | — | —  | —  | — | —  | — | —  | — | —  | —  | — | —  | —     | —  | — | —  | —  | |
| 1991                                              | CD Single Box - Лейбл: EMI - Формат: 12×CD                                                                          | — | —  | —  | — | —  | — | —  | — | —  | —  | — | —  | —     | —  | — | —  | —  | |
| 1992                                              | Box of Tricks - Лейбл: Parlophone - Формат: CD (+VHS)                                                               | — | —  | —  | — | —  | — | —  | — | —  | —  | — | —  | —     | —  | — | —  | —  | |
| 1992                                              | The Queen Collection - Вихід: 10 листопада - Лейбл: Hollywood - Формат: 3×CD                                        | — | —  | —  | — | —  | — | —  | — | —  | —  | — | —  | —     | —  | — | —  | —  | |
| 1994                                              | Greatest Hits I & II - Вихід: 7 листопада - Лейбл: Parlophone - Формат: 2×CD, 2×CS                                  | — | 1  | 50 | — | 14 | — | 2  | — | 30 | —  | — | —  | 36/47 | 6  | — | —  | —  | Список - - : Золотий - : Золотий - : Золотий - : Золотий - : Золотий - : Золотий |
| 1995                                              | The Ultimate Collection - Вихід: 13 листопада - Лейбл: EMI - Формат: 20×CD                                          | — | —  | —  | — | —  | — | —  | — | —  | —  | — | —  | —     | —  | — | —  | —  | |
| 1998                                              | The Crown Jewels: 25th Anniversary Boxed Set - Вихід: 24 листопада - Лейбл: Hollywood - Формат: 8×CD                | — | —  | —  | — | —  | — | —  | — | —  | —  | — | —  | —     | —  | — | —  | —  | |
| 1998                                              | Miniatures Volume 1 - Лейбл: EMI - Формат: 4×CD                                                                     | — | —  | —  | — | —  | — | —  | — | —  | —  | — | —  | —     | —  | — | —  | —  | |
| 1998                                              | Miniatures Volume 2 - Лейбл: EMI - Формат: 4×CD                                                                     | — | —  | —  | — | —  | — | —  | — | —  | —  | — | —  | —     | —  | — | —  | —  | |
| 2000                                              | Greatest Hits I, II & III (The Platinum Collection) - Вихід: 13 листопада - Лейбл: Parlophone - Формат: 3×CD (+VHS) | 2 | 48 | 21 | 2 | 5  | 8 | 10 | 4 | 23 | 41 | 6 | 13 | 10/3  | 29 | 3 | 14 | 10 | Список - - : 2×Платиновий - : Платиновий - : Платиновий - : Платиновий - : Золотий - : Золотий - : 2×Золотий - : 6×Платиновий - : Золотий - : Золотий - : 2×Платиновий - : Золотий - : Золотий |
| 2002                                              | Gold - Лейбл: EMI - Формат: 2×CD                                                                                    | — | —  | —  | — | —  | — | —  | — | —  | —  | — | —  | —     | —  | — | —  | —  | |
| 2005                                              | Jewels I & II — Japan Tour 2005 Special Edition - Вихід: 30 вересня - Лейбл: Parlophone - Формат: CD                | — | —  | —  | — | —  | — | —  | — | —  | —  | — | —  | —     | —  | — | —  | —  | |
| 2007                                              | Private Reserve - Лейбл: Universal - Формат: 2×CD, 2×HDCD, XRCD                                                     | — | —  | —  | — | —  | — | —  | — | —  | —  | — | —  | —     | —  | — | —  | —  | |
| 2008                                              | The Singles Collection Volume 1 - Вихід: 1 грудня - Лейбл: Parlophone - Формат: 13×CD                               | — | —  | —  | — | —  | — | —  | — | —  | —  | 2 | —  | —     | —  | — | —  | —  | |
| 2009                                              | The Singles Collection Volume 2 - Вихід: 15 червня - Лейбл: Parlophone - Формат: 13×CD                              | — | —  | —  | — | —  | — | —  | — | —  | —  | — | —  | —     | —  | — | —  | —  | |
| 2009                                              | Absolute Greatest - Лейбл: Virgin - Формат: CD, 3×LP                                                                | — | —  | —  | — | —  | — | —  | — | —  | —  | — | —  | —     | —  | — | —  | —  | |
| 2010                                              | The Singles Collection Volume 3 - Вихід: 31 травня - Лейбл: Parlophone - Формат: 13×CD                              | — | —  | —  | — | —  | — | —  | — | —  | —  | — | —  | —     | —  | — | —  | —  | |
| 2010                                              | The Singles Collection Volume 4 - Вихід: 18 жовтня - Лейбл: Parlophone - Формат: 13×CD                              | — | —  | —  | — | —  | — | —  | — | —  | —  | — | —  | —     | —  | — | —  | —  | |
| 2011                                              | 40 Limited Edition Collector’s Box Set Volume 1 - Лейбл: Hollywood - Формат: 10×CD                                  | — | —  | —  | — | —  | — | —  | — | —  | —  | — | —  | —     | —  | — | —  | —  | |
| 2011                                              | 40 Limited Edition Collector’s Box Set Volume 2 - Лейбл: Hollywood - Формат: 10×CD                                  | — | —  | —  | — | —  | — | —  | — | —  | —  | — | —  | —     | —  | — | —  | —  | |
| 2011                                              | 40 Limited Edition Collector’s Box Set Volume 3 - Лейбл: Hollywood - Формат: 10×CD                                  | — | —  | —  | — | —  | — | —  | — | —  | —  | — | —  | —     | —  | — | —  | —  | |
| 2014                                              | Live at the Rainbow '74 - Лейбл: Virgin - Формат: 2×CD, 4×LP                                                        | — | —  | —  | — | —  | — | —  | — | —  | —  | — | —  | —     | —  | — | —  | —  | |
| «—» ставиться, якщо альбом не потрапив до в чарту | |   |    |    |   |    |   |    |   |    |    |   |    |       |    |   |    |    | |

## Мініальбоми
| 1977                                              | Queen's First EP - Вихід: 20 травня - Лейбл: EMI - Формат: LP, CD | 17 | — | — | — | — |
| «—» ставиться, якщо альбом не потрапив до в чарту |                                                                   |    |   |   |   |   |

## Сингли

### 1970-ті
| 1973                                            | «Keep Yourself Alive»                   | —  | —          | —  | —  | —  | —  | — | —  | —  | —  | —   | —  | —  | —  | —  | —  | —  | — |                                                               | Queen                |
| 1974                                            | «Liar»                                  | —  | —          | —  | —  | —  | —  | — | —  | —  | —  | —   | —  | —  | —  | —  | —  | —  | — |                                                               | Queen                |
| 1974                                            | «Seven Seas of Rhye»                    | 10 | —          | —  | —  | —  | —  | — | —  | —  | —  | —   | —  | —  | —  | —  | —  | —  | — |                                                               | Queen II             |
| 1974                                            | «Killer Queen»/«Flick of the Wrist»     | 2  | 12         | 12 | 10 | 3  | 7  | 4 | 15 | 2  | —  | —   | —  | —  | —  | —  | —  | —  | — | Список - * : Срібний                                          | Sheer Heart Attack   |
| 1975                                            | «Now I'm Here»                          | 11 | —          | 25 | —  | 29 | —  | — | —  | 14 | —  | —   | —  | —  | —  | —  | —  | —  | — |                                                               | Sheer Heart Attack   |
| 1975                                            | «Keep Yourself Alive» (перевидання)     | —  | —          | —  | —  | —  | —  | — | —  | —  | —  | —   | —  | —  | —  | —  | —  | —  | — |                                                               | Queen                |
| 1975                                            | «Bohemian Rhapsody»                     | 1  | 9/16/ 8/28 | 7  | —  | 1  | 1  | 4 | 1  | —  | 4  | —   | 5  | 1  | 18 | —  | —  | 22 | 2 | Список - * : 3×Платиновий - : Платиновий - : 4×Платиновий     | A Night at the Opera |
| 1976                                            | «You're My Best Friend»                 | 7  | 16         | —  | —  | 6  | 23 | — | 2  | 3  | —  | —   | 40 | —  | —  | —  | —  | —  | — |                                                               | A Night at the Opera |
| 1976                                            | «Somebody to Love»                      | 2  | 13         | 21 | —  | 1  | 2  | — | 5  | 6  | —  | —   | 15 | —  | —  | 19 | —  | 29 | 7 | Список - * : Золотий                                          | A Day at the Races   |
| 1977                                            | «Tie Your Mother Down»                  | 31 | 49         | —  | —  | 10 | 18 | — | —  | —  | —  | —   | 47 | —  | —  | —  | —  | —  | — |                                                               | A Day at the Races   |
| 1977                                            | «Good Old-Fashioned Lover Boy»          | 17 | —          | —  | —  | —  | —  | — | —  | —  | —  | —   | —  | —  | —  | —  | —  | —  | — |                                                               | A Day at the Races   |
| 1977                                            | «Teo Torriatte (Let Us Cling Together)» | —  | —          | —  | —  | —  | —  | — | —  | —  | —  | —   | —  | —  | —  | —  | —  | —  | — |                                                               | A Day at the Races   |
| 1977                                            | «Long Away»                             | —  | —          | —  | —  | —  | —  | — | —  | —  | —  | —   | —  | —  | —  | —  | —  | —  | — |                                                               | A Day at the Races   |
| 1977                                            | «We Are the Champions»                  | 2  | 4/61       | 13 | 12 | 2  | 10 | 6 | 3  | 3  | —  | —   | 8  | 8  | 14 | —  | 28 | —  | — | Список - * : Золотий - : Золотий - : Золотий - : 2×Платиновий | News of the World    |
| 1977                                            | «We Will Rock You»                      | —  | 36/30      | 69 | —  | —  | 45 | — | 56 | —  | 49 | 1   | —  | —  | —  | —  | 18 | —  | — | Список - * : Золотий - : Срібний - : Золотий                  | News of the World    |
| 1978                                            | «Spread Your Wings»                     | 34 | —          | 29 | —  | 26 | —  | — | —  | —  | —  | —   | —  | —  | —  | —  | —  | —  | — |                                                               | News of the World    |
| 1978                                            | «It's Late»                             | —  | 74         | —  | —  | —  | —  | — | —  | —  | —  | —   | —  | —  | —  | —  | —  | —  | — |                                                               | News of the World    |
| 1978                                            | «Bicycle Race»/«Fat Bottomed Girls»     | 11 | 24/27      | 27 | 21 | 5  | 15 | 7 | 17 | 10 | —  | —   | 28 | 20 | —  | —  | —  | —  | — | Список - * : Срібний                                          | Jazz                 |
| 1979                                            | «Don't Stop Me Now»                     | 9  | 86         | 35 | —  | 16 | 23 | — | —  | 10 | —  | 129 | —  | —  | 37 | —  | —  | —  | — | Список - * : Золотий - : Золотий - : Золотий                  | Jazz                 |
| 1979                                            | «Jealousy»                              | —  | —          | —  | —  | —  | —  | — | —  | —  | —  | —   | —  | —  | —  | —  | —  | —  | — |                                                               | Jazz                 |
| 1979                                            | «Mustapha»                              | —  | —          | —  | —  | —  | —  | — | —  | —  | —  | —   | —  | —  | —  | —  | —  | —  | — |                                                               | Jazz                 |
| 1979                                            | «Love of My Life» (live)                | 63 | —          | —  | —  | —  | —  | — | —  | —  | —  | —   | —  | —  | —  | —  | —  | —  | — |                                                               | Live Killers         |
| 1979                                            | «We Will Rock You» (live)               | —  | —          | —  | —  | —  | —  | — | —  | —  | —  | —   | —  | —  | —  | —  | —  | —  | — |                                                               | Live Killers         |
| 1979                                            | «Crazy Little Thing Called Love»        | 2  | 1          | 13 | 9  | 1  | 3  | 8 | 1  | 2  | 5  | —   | 1  | 2  | —  | —  | —  | —  | 3 | Список - * : Золотий - : Золотий                              | The Game             |
| «—» ставиться, якщо сингл не потрапив до чарту. |                                         |    |            |    |    |    |    |   |    |    |    |     |    |    |    |    |    |    |   |                                                               |                      |

### 1980-ті
| 1980                                            | «Save Me»                                     | 11 | —     | 42 | —  | 6  | 13 | 7 | 32 | 8  | —  | —  | 76 | —  | —  | —  | —  | —  | —  |                                  | The Game        |
| 1980                                            | «Play the Game»                               | 14 | 42    | 40 | —  | 10 | 25 | 6 | 19 | 9  | 8  | —  | 85 | —  | —  | 12 | —  | —  | —  |                                  | The Game        |
| 1980                                            | «Another One Bites the Dust»                  | 7  | 1     | 6  | 6  | 11 | 9  | — | 1  | 4  | 8  | 24 | 5  | 2  | 12 | 25 | 1  | 3  | —  | Список - - : Платиновий          | The Game        |
| 1980                                            | «Need Your Loving Tonight»                    | —  | 44    | —  | —  | —  | —  | — | —  | —  | —  | —  | —  | —  | —  | —  | —  | —  | —  |                                  | The Game        |
| 1980                                            | «Flash»                                       | 10 | 42    | 3  | 1  | 13 | 19 | — | —  | 10 | —  | 5  | 1  | 32 | 17 | 2  | —  | —  | —  | Список - - : Срібний             | Flash Gordon    |
| 1981                                            | «Under Pressure»                              | 1  | 29    | 21 | 10 | 1  | 5  | 5 | 3  | 2  | 10 | 5  | 6  | 6  | 10 | 29 | —  | 4  | —  | Список - - : Срібний - : Золотий | Hot Space       |
| 1982                                            | «Body Language»                               | 25 | 11    | 27 | 11 | 4  | 17 | 6 | 3  | 13 | —  | —  | 23 | 19 | 10 | 16 | —  | —  | 9  |                                  | Hot Space       |
| 1982                                            | «Las Palabras de Amor (The Words of Love)»    | 17 | —     | 68 | —  | 18 | 26 | — | —  | 10 | 13 | —  | —  | —  | —  | —  | —  | —  | 11 |                                  | Hot Space       |
| 1982                                            | «Calling All Girls»                           | —  | 60    | —  | —  | —  | —  | — | 33 | —  | —  | —  | —  | —  | —  | —  | —  | —  | 9  |                                  | Hot Space       |
| 1982                                            | «Staying Power»                               | —  | —     | —  | —  | —  | —  | — | —  | —  | —  | —  | —  | —  | —  | —  | —  | —  | 3  |                                  | Hot Space       |
| 1982                                            | «Back Chat»                                   | 40 | —     | 69 | —  | —  | —  | — | —  | 19 | —  | 3  | —  | —  | —  | —  | —  | 18 | —  |                                  | Hot Space       |
| 1984                                            | «Radio Ga Ga»                                 | 2  | 14    | 2  | 2  | 2  | 1  | 2 | 11 | 1  | 3  | 28 | 2  | 4  | 1  | 2  | 6  | 4  | 12 | Список - - : Срібний             | The Works       |
| 1984                                            | «I Want to Break Free»                        | 3  | 45    | 4  | 1  | 1  | 1  | — | 26 | 2  | 2  | 9  | 9  | 6  | —  | —  | —  | 1  | 7  | Список - * : Золотий - : Срібний | The Works       |
| 1984                                            | «It's a Hard Life»                            | 6  | 72    | 26 | —  | 20 | 31 | — | —  | 2  | —  | —  | 65 | 30 | —  | —  | —  | —  | 6  |                                  | The Works       |
| 1984                                            | «Hammer to Fall»                              | 13 | 35    | —  | —  | —  | —  | — | —  | 10 | —  | —  | 55 | —  | —  | —  | —  | —  | 4  |                                  | The Works       |
| 1984                                            | «Thank God It's Christmas»/«Man on the Prowl» | 21 | —     | 57 | 21 | 31 | 11 | — | —  | 8  | —  | —  | 21 | —  | —  | —  | —  | —  | —  |                                  | The Works       |
| 1985                                            | «One Vision»                                  | 7  | 61/19 | 26 | —  | 21 | 28 | — | 76 | 5  | 24 | 76 | 35 | —  | —  | 37 | —  | —  | 4  |                                  | A Kind of Magic |
| 1986                                            | «A Kind of Magic»                             | 3  | 42    | 6  | 12 | 5  | 4  | — | 64 | 4  | 4  | 5  | 6  | 23 | —  | —  | 91 | 10 | 7  | Список - - : Платиновий          | A Kind of Magic |
| 1986                                            | «Princes of the Universe»                     | —  | —     | —  | —  | 45 | —  | — | —  | —  | —  | —  | 32 | —  | —  | —  | —  | —  | —  |                                  | A Kind of Magic |
| 1986                                            | «Friends Will Be Friends»                     | 14 | —     | 20 | —  | 16 | 18 | — | —  | 4  | 19 | —  | —  | 50 | —  | 49 | —  | —  | —  |                                  | A Kind of Magic |
| 1986                                            | «Pain Is So Close to Pleasure»                | —  | —     | 57 | —  | 43 | 27 | — | —  | —  | —  | —  | —  | —  | —  | —  | —  | —  | —  |                                  | A Kind of Magic |
| 1986                                            | «Who Wants to Live Forever»                   | 24 | —     | 52 | —  | 6  | 44 | — | —  | 15 | —  | 5  | —  | —  | —  | 49 | —  | —  | —  |                                  | A Kind of Magic |
| 1986                                            | «One Year of Love»                            | —  | —     | —  | —  | —  | —  | — | —  | —  | —  | —  | —  | —  | —  | —  | —  | —  | —  |                                  | A Kind of Magic |
| 1989                                            | «I Want It All»                               | 3  | 50/3  | 9  | 11 | 2  | 10 | 4 | 36 | 3  | 8  | —  | 10 | 3  | 14 | 4  | —  | —  | 11 | Список - - : Срібний             | The Miracle     |
| 1989                                            | «Breakthru»                                   | 7  | —     | 24 | —  | 6  | 10 | — | 80 | 6  | 28 | —  | 45 | 45 | —  | 24 | —  | —  | 6  |                                  | The Miracle     |
| 1989                                            | «The Invisible Man»                           | 12 | —     | 31 | —  | 6  | 13 | — | —  | 10 | 30 | 1  | —  | 15 | —  | 21 | —  | —  | 3  |                                  | The Miracle     |
| 1989                                            | «Scandal»                                     | 25 | —     | —  | —  | 12 | 29 | — | —  | 14 | —  | —  | —  | —  | —  | —  | —  | —  | —  |                                  | The Miracle     |
| 1989                                            | «The Miracle»                                 | 21 | —     | 78 | —  | 16 | 28 | — | —  | 23 | —  | —  | —  | —  | —  | —  | —  | —  | 9  |                                  | The Miracle     |
| «—» ставиться, якщо сингл не потрапив до чарту. |                                               |    |       |    |    |    |    |   |    |    |    |    |    |    |    |    |    |    |    |                                  |                 |

### 1990-ті
| 1991                                            | «Innuendo»                                              | 1  | 17 | 5  | 12 | 4  | 8     | —  | —  | 4  | 3  | —  | 28 | 10 | —  | 4  | 14 | Список - - : Срібний                         | Innuendo                      |
| 1991                                            | «I'm Going Slightly Mad»                                | 22 | —  | 42 | —  | 20 | 39    | —  | —  | 19 | —  | —  | —  | —  | —  | —  | 10 |                                              | Innuendo                      |
| 1991                                            | «Headlong»                                              | 14 | 3  | —  | —  | 43 | —     | —  | 25 | 25 | —  | —  | —  | —  | —  | —  | —  |                                              | Innuendo                      |
| 1991                                            | «The Show Must Go On»                                   | 16 | 40 | 7  | —  | 6  | 22    | —  | —  | 17 | 11 | 2  | 75 | 20 | 30 | 10 | 17 | Список - * : Золотий - : Золотий - : Золотий | Innuendo                      |
| 1991                                            | «Bohemian Rhapsody» / «These Are the Days of Our Lives» | 1  | 2  | 7  | 8  | 1  | 1     | 4  | —  | 1  | —  | 15 | 5  | 1  | 18 | —  | —  | Список - * : Платиновий                      | A Night at the Opera/Innuendo |
| 1991                                            | «These Are the Days of Our Lives»                       | —  | —  | —  | —  | —  | 40    | —  | —  | —  | —  | —  | —  | —  | —  | —  | 56 |                                              | Innuendo                      |
| 1992                                            | «Who Wants to Live Forever»/«Friends Will Be Friends»   | —  | —  | —  | —  | —  | —     | —  | —  | —  | 36 | —  | —  | —  | —  | —  | —  |                                              | Greatest Hits II              |
| 1992                                            | «We Will Rock You» (live)/«We Are the Champions» (live) | —  | —  | —  | —  | 9  | —     | —  | —  | —  | —  | —  | —  | —  | —  | —  | —  |                                              | Live at Wembley '86           |
| 1992                                            | «We Will Rock You»/«We Are the Champions» (перевидання) | —  | —  | —  | —  | —  | —     | —  | —  | —  | —  | 10 | —  | —  | —  | —  | —  |                                              | News of the World             |
| 1995                                            | «Heaven for Everyone»                                   | 2  | —  | 15 | 4  | 2  | 8/4   | 18 | —  | 7  | 9  | 8  | 15 | 25 | 29 | 4  | 15 | Список - * : Срібний - : Срібний             | Made in Heaven                |
| 1995                                            | «A Winter's Tale»                                       | 6  | —  | 62 | 23 | 16 | 33/34 | —  | —  | 23 | 28 | —  | 71 | —  | —  | 19 | 10 |                                              | Made in Heaven                |
| 1996                                            | «I Was Born to Love You»                                | —  | —  | —  | —  | —  | —     | —  | 78 | —  | —  | —  | —  | —  | —  | —  | —  |                                              | Made in Heaven                |
| 1996                                            | «Too Much Love Will Kill You»                           | 15 | —  | —  | —  | —  | 10    | —  | 43 | 28 | —  | —  | —  | —  | —  | —  | 8  | Список - - : Срібний                         | Made in Heaven                |
| 1996                                            | «Let Me Live»                                           | 9  | —  | 67 | —  | 28 | —     | —  | —  | —  | —  | —  | —  | —  | —  | —  | 13 |                                              | Made in Heaven                |
| 1996                                            | «You Don't Fool Me»                                     | 17 | —  | 26 | 23 | 22 | 13/14 | —  | —  | 23 | 27 | 14 | —  | —  | 52 | 25 | 15 |                                              | Made in Heaven                |
| 1997                                            | «No-One but You (Only the Good Die Young)»              | 13 | —  | 75 | —  | 33 | —     | —  | —  | —  | —  | —  | —  | —  | —  | 23 | 8  |                                              | Queen Rocks                   |
| 1998                                            | «We Are the Champions» (перевидання)                    | —  | —  | —  | —  | —  | —     | —  | —  | —  | —  | —  | —  | —  | —  | —  | —  |                                              | News of the World             |
| 1999                                            | «Under Pressure» (перевидання)                          | 14 | —  | —  | —  | —  | —     | —  | —  | —  | —  | —  | —  | —  | —  | 7  | —  |                                              | Greatest Hits III             |
| «—» ставиться, якщо сингл не потрапив до чарту. |                                                         |    |    |    |    |    |       |    |    |    |    |    |    |    |    |    |    |                                              |                               |

### 2000—2010-ті
| 2000                                            | «Princes of the Universe» (перевидання)                                                | — | — | — | — | — | —   | —  | — | Greatest Hits III       |
| 2003                                            | «We Will Rock You» (перевидання)                                                       | — | — | — | — | — | —   | —  | — | The Platinum Collection |
| 2003                                            | «Another One Bites the Dust»/«We Will Rock You» (перевидання)                          | — | — | — | — | — | —   | —  | — | The Platinum Collection |
| 2005                                            | «It’s A Beautiful Day»                                                                 | — | — | — | — | — | —   | —  | — | Made in Heaven          |
| 2011                                            | «Keep Yourself Alive (Long-Lost Retake)»/«Stone Cold Crazy (Remastered)» (перевидання) | — | — | — | — | — | —   | —  | — | Неальбомний сингл       |
| 2011                                            | «Stormtroopers In Stilettos»                                                           | — | — | — | — | — | —   | —  | — | Sheer Heart Attack      |
| 2014                                            | «Let Me In Your Heart Again (William Orbit Mix)»                                       | — | — | — | — | — | 133 | 24 | 4 | Queen Forever           |
| «—» ставиться, якщо сингл не потрапив до чарту. |                                                                                        |   |   |   |   |   |     |    |   |                         |

### Промосингли
| 1991                                            | «I Can't Live with You»   | 28 | — | — | — | Innuendo             |
| 1991                                            | «Delilah»                 | —  | — | — | — | Innuendo             |
| 1991                                            | «Ride the Wild Wind»      | —  | 1 | — | — | Innuendo             |
| 1991                                            | «Stone Cold Crazy»        | —  | — | — | — | Sheer Heart Attack   |
| 1996                                            | «Mother Love»             | —  | 3 | — | — | Made in Heaven       |
| 2004                                            | «I'm in Love with My Car» | —  | — | — | — | A Night at the Opera |
| «—» ставиться, якщо сингл не потрапив до чарту. |                           |    |   |   |   |                      |

## Спільні видання
| 1974                                              | What’s Goin' On Here / Keep Yourself Alive - Лейбл: Purple - Формат: 7", LP - Примітка: Спільний реліз Queen і Deep Purple.                               | —  | —  | —  | —  | —  | —  | —  | —  | —  | —  | —  | —  | —  | —     | — | —  | —  | —  |                                                                      |
| 1976                                              | Somebody to Love / Make Me Smile - Лейбл: EMI - Формат: LP - Примітка: Спільний реліз Queen і Сьюзі Кватро.                                               | —  | —  | —  | —  | —  | —  | —  | —  | —  | —  | —  | —  | —  | —     | — | —  | —  | —  |                                                                      |
| 1977                                              | Somebody to Love / Che Dolce Lei - Лейбл: EMI - Формат: LP - Примітка: Спільний реліз Queen и La Bottega dell’Arte.                                       | —  | —  | —  | —  | —  | —  | —  | —  | —  | —  | —  | —  | —  | —     | — | —  | —  | —  |                                                                      |
| 1978                                              | Riu Riu / Fat Bottomed Girls - Лейбл: Arista - Формат: LP - Примітка: Спільний реліз Queen і Chorale.                                                     | —  | —  | —  | —  | —  | —  | —  | —  | —  | —  | —  | —  | —  | —     | — | —  | —  | —  |                                                                      |
| 1978                                              | Bicycle Race / Ironia - Лейбл: EMI - Формат: LP - Примітка: Спільний реліз Queen і Cico.                                                                  | —  | —  | —  | —  | —  | —  | —  | —  | —  | —  | —  | —  | —  | —     | — | —  | —  | —  |                                                                      |
| 1980                                              | Ревность / Не Останавливай Меня Теперь / Зачаруй / Матиолы - Лейбл: Мелодия - Формат: LP - Примітка: Спільний реліз Queen і Смерічки.                     | —  | —  | —  | —  | —  | —  | —  | —  | —  | —  | —  | —  | —  | —     | — | —  | —  | —  |                                                                      |
| 1993                                              | Five Live - Лейбл: Parlophone - Формат: CD, LP, CS - Примітка: Спільний реліз Queen, Джорджа Майкла і Лізи Стенсфілд.                                     | 1  | 46 | 8  | 2  | 6  | 12 | 2  | 45 | 19 | 1  | 32 | 17 | 9  | —     | — | 8  | 1  | 3  | Список - - : Золотий - : Золотий - : Золотий - : Золотий - : Золотий |
| 1993                                              | «Somebody to Love» - Лейбл: Parlophone - Формат: CD - Примітка: Спільний реліз Queen і Джорджа Майкла.                                                    | —  | —  | 21 | 15 | —  | 16 | 6  | —  | —  | —  | 13 | 19 | 8  | 8     | — | —  | —  | —  |                                                                      |
| 1996                                              | Mistři Světa '96 - Лейбл: Monitor-EMI - Формат: CD - Примітка: Спільний реліз Queen, Kabát и Fool's Garden.                                               | —  | —  | —  | —  | —  | —  | —  | —  | —  | —  | —  | —  | —  | —     | — | —  | —  | —  |                                                                      |
| 1998                                              | «Another One Bites the Dust» - Лейбл: Dreamworks Records - Формат: CD, CS - Примітка: Спільний реліз Queen і Вайклефа Жана.                               | 5  | —  | 46 | 23 | 35 | 62 | 21 | 50 | 20 | 11 | 22 | —  | 9  | 13/29 | 7 | 17 | 10 | —  |                                                                      |
| 2000                                              | «We Will Rock You» - Лейбл: RCA - Формат: CD, CS - Примітка: Спільний реліз Queen и 5ive.                                                                 | 1  | —  | 8  | 2  | 18 | —  | 15 | 35 | —  | 6  | —  | 3  | 29 | 17/4  | — | —  | —  | —  | Список - - : Срібний                                                 |
| 2000                                              | «Flash» - Лейбл: Virgin - Формат: CD - Примітка: Ремікс пісні Queen у виконанні гурту Vanguard.                                                           | 15 | —  | 17 | 44 | —  | —  | —  | —  | —  | —  | —  | —  | —  | 2     | — | —  | —  | —  |                                                                      |
| 2004                                              | Everybody’s Got to Learn Sometime / Indaco Dagli Occhi Del Cielo - Лейбл: Universal - Формат: CD - Примітка: Спільний реліз Queen, Шерон Корр і Дзуккеро. | —  | —  | —  | —  | —  | —  | —  | —  | —  | —  | —  | —  | —  | —     | — | —  | —  | —  |                                                                      |
| 2004                                              | Sólo Por Ti - Лейбл: EMI - Формат: CD - Примітка: Спільний реліз Queen і Eva María Cortés.                                                                | —  | —  | —  | —  | —  | —  | —  | —  | —  | —  | —  | —  | —  | —     | — | —  | —  | —  |                                                                      |
| 2006                                              | «Another One Bites the Dust» - Лейбл: Hollywood - Формат: LP, CD, ЦЗ - Примітка: Спільний реліз Queen і The Miami Project.                                | 31 | —  | 88 | —  | —  | —  | 49 | —  | —  | —  | —  | —  | —  | —     | 3 | —  | 9  | 13 | Список - - : Золотий                                                 |
| 2012                                              | «We Will Rock You VonLichten» - Лейбл: Hollywood - Формат: ЦЗ - Примітка: Спільний реліз Queen і VonLichten.                                              | —  | —  | —  | —  | —  | —  | —  | —  | —  | —  | —  | —  | —  | —     | — | —  | —  | —  |                                                                      |
| «—» ставиться, якщо альбом не потрапив до в чарту | |    |    |    |    |    |    |    |    |    |    |    |    |    |       |   |    |    |    |                                                                      |

## Інші релізи
| Рік  | Назва                                        | Подробиці                                                                             |
| ---- | -------------------------------------------- | ------------------------------------------------------------------------------------- |
| 1975 | Message From Queen                           | Являє собою диск з треками, а також випуск журналу «Music Life», присвячений гуртові. |
| 1995 | Limited Edition Interview Disc               | Являє собою інтерв'ю гурту 1984 року в Мюнхені.                                       |
| 1999 | The 97.7 HTZ-FM Interview With Kristy Knight | Являє собою інтерв'ю Браяна Мея.                                                      |
| 2011 | 40 Years of Queen                            | Являє собою інтерв'ю Браяна Мея і Роджера Тейлора.                                    |

## Відеоальбоми
| 1981                                              | Greatest Flix - Вихід: 19 жовтня - Лейбл: Picture Music International - Формат: VHS, LD                                              | —  | —  | —  | — | —   | —  | — | —  | —  | — | — | — | |
| 1982                                              | Live in Japan - Лейбл: Apollon Inc. - Формат: VHS                                                                                    | —  | —  | —  | — | —   | —  | — | —  | —  | — | — | — | |
| 1984                                              | We Will Rock You - Вихід: 10 вересня - Лейбл: Peppermint Music Video - Формат: VHS, DVD, LD                                          | —  | —  | —  | — | —   | —  | — | —  | —  | — | — | — | Список - - : 2×Платиновий |
| 1984                                              | The Works Video EP - Вихід: 19 листопада - Лейбл: Picture Music International - Формат: VHS, LD                                      | —  | —  | —  | — | —   | —  | — | —  | —  | — | — | — | |
| 1985                                              | Live in Rio - Вихід: 13 травня - Лейбл: Picture Music International - Формат: VHS, LD                                                | —  | —  | —  | — | —   | —  | — | —  | —  | — | — | — | Список - - : Золотий |
| 1986                                              | Who Wants to Live Forever / A Kind of Magic - Вихід: 20 жовтня - Лейбл: Picture Music International - Формат: VHS                    | —  | —  | —  | — | —   | —  | — | —  | —  | — | — | — | |
| 1987                                              | Live In Budapest - Вихід: 16 лютого - Лейбл: Picture Music International - Формат: VHS, LD                                           | —  | —  | —  | — | —   | —  | — | —  | —  | — | — | — | |
| 1987                                              | Bohemian Rhapsody / Crazy Little Thing Called Love - Вихід: 30 березня - Лейбл: Picture Music International - Формат: VHS            | —  | —  | —  | — | —   | —  | — | —  | —  | — | — | — | |
| 1987                                              | Magic Years — The Complete Set - Лейбл: Picture Music International - Формат: 3×VHS                                                  | —  | —  | —  | — | —   | —  | — | —  | —  | — | — | — | |
| 1989                                              | The Miracle EP - Вихід: 30 березня - Лейбл: Picture Music International - Формат: VHS                                                | —  | —  | —  | — | —   | —  | — | —  | —  | — | — | — | |
| 1989                                              | Rare Live: A Concert Through Time and Space - Вихід: 21 серпня - Лейбл: Picture Music International - Формат: VHS, LD                | —  | —  | —  | — | —   | —  | — | —  | —  | — | — | — | |
| 1990                                              | Queen at Wembley - Вихід: 3 грудня - Лейбл: Picture Music International - Формат: VHS, LD, DVD                                       | 1  | 55 | 7  | — | —   | —  | — | 1  | —  | 8 | — | — | Список - - : 7×Платиновий - : Діамантовий - : Платиновий - : Платиновий - : 4×Платиновий - : 5×Платиновий - : 4×Платиновий - : Золотий |
| 1991                                              | Greatest Flix II - Вихід: 28 жовтня - Лейбл: Picture Music International - Формат: VHS, LD                                           | —  | —  | —  | — | —   | —  | — | —  | —  | — | — | — | |
| 1991                                              | Box of Flix - Вихід: 28 жовтня - Лейбл: Picture Music International - Формат: 2×VHS, 2×LD, 2×VCD                                     | —  | —  | —  | — | —   | —  | — | —  | —  | — | — | — | Список - - : Золотий |
| 1992                                              | Classic Queen - Вихід: 13 жовтня - Формат: VHS                                                                                       | —  | —  | —  | — | —   | —  | — | —  | —  | — | — | — | |
| 1992                                              | Greatest Hits - Вихід: 13 жовтня - Формат: VHS                                                                                       | —  | —  | —  | — | —   | —  | — | —  | —  | — | — | — | |
| 1992                                              | We Are the Champions — Final Live in Japan - Лейбл: BMG Video - Формат: DVD, LD                                                      | —  | —  | —  | — | —   | —  | — | —  | —  | — | — | — | |
| 1992                                              | The Freddie Mercury Tribute Concert - Лейбл: Parlophone - Формат: 2xVHS, 2×LD, 3×DVD, Blu-ray                                        | —  | 49 | —  | — | —   | —  | — | —  | —  | — | — | — | Список - - : Платиновий - : Золотий - : Платиновий                                                                                     |
| 1995                                              | Champions of the World - Лейбл: Parlophone, Picture Music International - Формат: VHS, 2×VCD, LD                                     | —  | —  | —  | — | —   | —  | — | —  | —  | — | — | — | Список - - : Платиновий |
| 1996                                              | The Films. Made in Heaven - Вихід: 11 листопада - Лейбл: Wienerworld - Формат: VHS, DVD                                              | —  | —  | —  | — | —   | —  | — | —  | —  | — | — | — | Список - - : Золотий |
| 1996                                              | Пе Are the Champions - Лейбл: Les Éditions Du 7ème Art - Формат: VHS                                                                 | —  | —  | —  | — | —   | —  | — | —  | —  | — | — | — | |
| 1997                                              | Greatest Karaoke Hits - Лейбл: EMI, Parlophone - Формат: DVD, LD                                                                     | —  | —  | —  | — | —   | —  | — | —  | —  | — | — | — | |
| 1998                                              | Queen Rocks the Video - Лейбл: Queen Productions Ltd. - Формат: VHS, LD                                                              | —  | —  | —  | — | —   | —  | — | —  | —  | — | — | — | |
| 1999                                              | Greatest Flix III - Вихід: 20 листопада - Лейбл: Parlophone - Формат: VHS, VCD                                                       | —  | —  | —  | — | —   | —  | — | —  | —  | — | — | — | Список - - : Золотий |
| 2002                                              | Greatest Video Hits 1 - Вихід: 12 жовтня - Лейбл: Parlophone - Формат: 2×DVD                                                         | —  | 42 | 8  | — | —   | —  | — | 2  | —  | — | — | — | Список - - : 2×Платиновий - : Платиновий - : 3×Платиновий - : 6×Платиновий - : Платиновий - : 3×Платиновий - : Золотий - : 3×Золотий   |
| 2003                                              | Greatest Video Hits 2 - Вихід: 25 листопада - Лейбл: Parlophone - Формат: 2×DVD                                                      | —  | 69 | 16 | — | —   | —  | — | 13 | —  | — | — | — | Список - - : Платиновий - : Золотий - : Золотий - : Платиновий - : 2×Платиновий - : Платиновий                                         |
| 2003                                              | The Game - Лейбл: Parlophone - Формат: DVD                                                                                           | —  | —  | —  | — | —   | —  | — | —  | —  | — | — | — | |
| 2004                                              | Queen on Fire — Live at the Bowl - Лейбл: Parlophone - Формат: 2×DVD                                                                 | 10 | —  | 5  | 1 | 1   | —  | — | —  | —  | — | — | 4 | Список - - : 3×Платиновий - : Золотий - : 3×Платиновий - : Платиновий - : Золотий - : 5×Золотий - : 3×Платиновий                       |
| 2005                                              | The Making of Plus 30th Anniversary DVD Edition of A Night at the Opera - Лейбл: Eagle Vision - Формат: DVD                          | —  | —  | —  | — | —   | —  | — | —  | —  | — | — | — | |
| 2007                                              | Live in Japan 1985 - Лейбл: Stejtex - Формат: DVD                                                                                    | —  | —  | —  | — | —   | —  | — | 15 | —  | — | — | — | |
| 2010                                              | Rock Montreal & Live Aid - Лейбл: Eagle Vision - Формат: 2×DVD, Blu-ray, HD DVD                                                      | 9  | 17 | —  | 4 | 3/4 | —  | — | 1  | —  | — | 4 | 2 | Список - - : Платиновий - : 2×Платиновий - : Золотий - : Платиновий - : Платиновий - : Платиновий - : Платиновий - : Золотий           |
| 2011                                              | Days of Our Lives — The Definitive Documentary of the World’s Greatest Rock Band - Лейбл: Universal, Island - Формат: 2×DVD, Blu-ray | —  | —  | —  | — | —   | —  | — | 1  | —  | — | — | — | Список - - : Платиновий |
| 2012                                              | Hungarian Rhapsody — Live in Budapest - Вихід: 20 вересня - Лейбл: Island, Universal - Формат: Blu-ray, DVD                          | 8  | —  | —  | 1 | 1   | 10 | 5 | 8  | 10 | — | — | — | Список - - : Золотий - : Платиновий |
| 2013                                              | A Night at the Opera - Лейбл: Eagle Vision - Формат: DVD, Blu-ray                                                                    | —  | —  | —  | — | —   | —  | — | 1  | —  | — | — | — | Список - - : Платиновий - {Австралія}: Золотий                                                                                         |
| 2014                                              | Live at the Rainbow '74 - Вихід: 8 вересня - Лейбл: Eagle Vision - Формат: Blu-ray, DVD                                              | —  | —  | —  | — | —   | —  | — | 1  | —  | — | — | — | |
| ?                                                 | Queen Box Set - Лейбл: Picture Music International - Формат: 3×VHS                                                                   | —  | —  | —  | — | —   | —  | — | —  | —  | — | — | — | |
| «—» ставиться, якщо альбом не потрапив до в чарту | |    |    |    |   |     |    |   |    |    |   |   |   | |

## Відеокліпи
Список складено на основі інформації сайту mvdbase.com.
| Рік  | Пісня                                        | Режисер(и)                                     | Відео на YouTube                                          |
| ---- | -------------------------------------------- | ---------------------------------------------- | --------------------------------------------------------- |
| 1973 | «Liar»                                       | Брюс Говерс                                    | YouTube [Архівовано 1 серпня 2018 у Wayback Machine.]     |
| 1973 | «Keep Yourself Alive» (перша версія)         | Баррі Шеффілд                                  |                                                           |
| 1973 | «Keep Yourself Alive» (друга версія)         | Брюс Говерс                                    | YouTube [Архівовано 24 вересня 2015 у Wayback Machine.]   |
| 1974 | «Keep Yourself Alive» (третя версія)         |                                                |                                                           |
| 1974 | «Killer Queen» (перша версія)                | Робін Неш                                      | YouTube [Архівовано 31 травня 2018 у Wayback Machine.]    |
| 1974 | «Stone Cold Crazy» (перша версія)            | Брюс Говерс                                    |                                                           |
| 1975 | «Now I'm Here»                               | Брюс Говерс                                    |                                                           |
| 1975 | «Bohemian Rhapsody» (перша версія)           | Брюс Говерс                                    | YouTube [Архівовано 2 червня 2018 у Wayback Machine.]     |
| 1976 | «You're My Best Friend»                      | Брюс Говерс                                    | YouTube [Архівовано 2 червня 2018 у Wayback Machine.]     |
| 1976 | «Somebody to Love»                           | Брюс Говерс                                    | YouTube [Архівовано 1 червня 2018 у Wayback Machine.]     |
| 1977 | «Tie Your Mother Down»                       | Брюс Говерс                                    | YouTube [Архівовано 13 лютого 2021 у Wayback Machine.]    |
| 1977 | «We Are the Champions»                       | Дерек Бебідж                                   | YouTube [Архівовано 14 грудня 2012 у Wayback Machine.]    |
| 1978 | «We Will Rock You» (перша версія)            | Рок Флікс                                      | YouTube [Архівовано 1 червня 2018 у Wayback Machine.]     |
| 1978 | «Spread Your Wings»                          | Рок Флікс                                      | YouTube [Архівовано 22 квітня 2018 у Wayback Machine.]    |
| 1978 | «Bicycle Race» (перша версія)                | Денніс де Валланс                              | YouTube [Архівовано 1 червня 2018 у Wayback Machine.]     |
| 1978 | «Fat Bottomed Girls» (перша версія)          | Денніс де Валланс                              | YouTube [Архівовано 23 листопада 2020 у Wayback Machine.] |
| 1979 | «Don't Stop Me Now»                          | Джордан Клібенст                               | YouTube [Архівовано 9 травня 2021 у Wayback Machine.]     |
| 1979 | «Love of My Life» (live)                     | Денніс де Валланс                              | YouTube [Архівовано 24 січня 2021 у Wayback Machine.]     |
| 1979 | «Crazy Little Thing Called Love»             | Денніс де Валланс                              | YouTube [Архівовано 1 червня 2018 у Wayback Machine.]     |
| 1980 | «Save Me»                                    | Кейт МакМіллан, Джон Вівер                     | YouTube [Архівовано 13 травня 2018 у Wayback Machine.]    |
| 1980 | «Play the Game»                              | Браян Грант                                    | YouTube [Архівовано 11 травня 2018 у Wayback Machine.]    |
| 1980 | «Another One Bites the Dust»                 | Даніелла Грін                                  | YouTube [Архівовано 19 березня 2019 у Wayback Machine.]   |
| 1980 | «Flash»                                      | Дон Норман                                     | YouTube [Архівовано 26 травня 2018 у Wayback Machine.]    |
| 1981 | «Killer Queen» (друга версія)                | Браян Грант                                    |                                                           |
| 1981 | «Under Pressure» (перша версія)              | Девід Маллет                                   | YouTube [Архівовано 13 лютого 2021 у Wayback Machine.]    |
| 1982 | «Body Language»                              | Майк Ходжес                                    | YouTube [Архівовано 16 червня 2018 у Wayback Machine.]    |
| 1982 | «Calling All Girls»                          | Браян Грант                                    | YouTube [Архівовано 26 січня 2019 у Wayback Machine.]     |
| 1982 | «Back Chat»                                  | Браян Грант                                    | YouTube [Архівовано 24 квітня 2018 у Wayback Machine.]    |
| 1984 | «Radio Ga Ga»                                | Девід Маллет                                   | YouTube [Архівовано 31 травня 2018 у Wayback Machine.]    |
| 1984 | «I Want to Break Free»                       | Девід Маллет                                   | YouTube [Архівовано 27 листопада 2020 у Wayback Machine.] |
| 1984 | «It's a Hard Life»                           | Тім Поуп                                       | YouTube [Архівовано 21 квітня 2018 у Wayback Machine.]    |
| 1984 | «Hammer to Fall»                             | Девід Маллет                                   | YouTube [Архівовано 27 квітня 2018 у Wayback Machine.]    |
| 1985 | «One Vision»                                 | Геннес Россейкер, Руді Долезал                 | YouTube [Архівовано 2 червня 2018 у Wayback Machine.]     |
| 1986 | «One Year of Love»                           | Геннес Россейкер, Руді Долезал                 |                                                           |
| 1986 | «A Kind of Magic»                            | Рассел Малкехі                                 | YouTube [Архівовано 17 травня 2018 у Wayback Machine.]    |
| 1986 | «Princes of the Universe»                    | Рассел Малкехі                                 | YouTube [Архівовано 29 травня 2018 у Wayback Machine.]    |
| 1986 | «Friends Will Be Friends»                    | Геннес Россейкер, Руді Долезал                 | YouTube [Архівовано 25 травня 2018 у Wayback Machine.]    |
| 1986 | «Who Wants to Live Forever»                  | Девід Маллет                                   | YouTube [Архівовано 30 травня 2018 у Wayback Machine.]    |
| 1989 | «I Want It All»                              | Девід Маллет                                   | YouTube [Архівовано 21 лютого 2021 у Wayback Machine.]    |
| 1989 | «Breakthru»                                  | Геннес Россейкер, Руді Долезал                 | YouTube [Архівовано 13 травня 2018 у Wayback Machine.]    |
| 1989 | «The Invisible Man»                          | Геннес Россейкер, Руді Долезал                 | YouTube [Архівовано 8 червня 2018 у Wayback Machine.]     |
| 1989 | «Scandal»                                    | Геннес Россейкер, Руді Долезал                 | YouTube [Архівовано 13 червня 2018 у Wayback Machine.]    |
| 1989 | «The Miracle»                                | Геннес Россейкер, Руді Долезал                 | YouTube [Архівовано 12 липня 2018 у Wayback Machine.]     |
| 1991 | «Innuendo»                                   | Геннес Россейкер, Руді Долезал, Джеррі Гібберт | YouTube [Архівовано 17 травня 2018 у Wayback Machine.]    |
| 1991 | «I'm Going Slightly Mad»                     | Геннес Россейкер, Руді Долезал                 | YouTube [Архівовано 19 вересня 2017 у Wayback Machine.]   |
| 1991 | «Headlong»                                   | Геннес Россейкер, Руді Долезал                 | YouTube [Архівовано 17 травня 2018 у Wayback Machine.]    |
| 1991 | «The Show Must Go On»                        | Геннес Россейкер, Руді Долезал                 |                                                           |
| 1991 | «These Are the Days of Our Lives»            | Геннес Россейкер, Руді Долезал, Дж. Мітчелл    | YouTube [Архівовано 31 травня 2018 у Wayback Machine.]    |
| 1992 | «Keep Yourself Alive» (четверта версія)      | Геннес Россейкер, Руді Долезал                 |                                                           |
| 1992 | «Stone Cold Crazy» (третя версія)            | Геннес Россейкер, Руді Долезал                 |                                                           |
| 1992 | «Seven Seas of Rhye»                         | Геннес Россейкер, Руді Долезал                 | YouTube [Архівовано 7 листопада 2018 у Wayback Machine.]  |
| 1992 | «Good Old-Fashioned Lover Boy»               | Геннес Россейкер, Руді Долезал                 | YouTube [Архівовано 5 жовтня 2018 у Wayback Machine.]     |
| 1992 | «We Will Rock You»/«We Are the Champions»    | Гейвін Тейлор                                  |                                                           |
| 1992 | «Bohemian Rhapsody» (друга версія)           | Брюс Говерс, Пенелопа Сфіріс                   |                                                           |
| 1992 | «Stone Cold Crazy» (третя версія)            |                                                |                                                           |
| 1993 | «Under Pressure» (друга версія)              | Девід Маллет, Енді Морахан                     |                                                           |
| 1995 | «Heaven for Everyone» (перша версія)         | Девід Маллет                                   | YouTube [Архівовано 3 червня 2018 у Wayback Machine.]     |
| 1995 | «A Winter's Tale» (перша версія)             | Геннес Россейкер, Руді Долезал                 | YouTube [Архівовано 14 квітня 2018 у Wayback Machine.]    |
| 1996 | «I Want to Live»                             | Бернард Рудден                                 |                                                           |
| 1996 | «Heaven for Everyone» (друга версія)         | Саймон Паммелл                                 |                                                           |
| 1996 | «Too Much Love Will Kill You» (перша версія) | Геннес Россейкер, Руді Долезал                 | YouTube [Архівовано 3 червня 2018 у Wayback Machine.]     |
| 1996 | «Let Me Live»                                | Бернард Рудден                                 | YouTube [Архівовано 25 жовтня 2017 у Wayback Machine.]    |
| 1996 | «You Don't Fool Me»                          | Марк Сзацці                                    | YouTube [Архівовано 17 березня 2018 у Wayback Machine.]   |
| 1996 | «Too Much Love Will Kill You» (друга версія) | Саймон Паммелл                                 |                                                           |
| 1996 | «My Life Has Been Saved»                     | Ніколас Брюс                                   | YouTube [Архівовано 26 січня 2019 у Wayback Machine.]     |
| 1996 | «Mother Love»                                | Джим Гіллспай                                  | YouTube [Архівовано 19 червня 2018 у Wayback Machine.]    |
| 1996 | «A Winter’s Tale» (друга версія)             | Кріс Родлі                                     |                                                           |
| 1996 | «I Was Born to Love You»                     | Річард Хеслоп                                  | YouTube [Архівовано 3 жовтня 2018 у Wayback Machine.]     |
| 1997 | «I’m in Love with My Car»                    | Геннес Россейкер, Руді Долезал                 | YouTube [Архівовано 2 квітня 2018 у Wayback Machine.]     |
| 1997 | «We Will Rock You» (друга версія)            | Геннес Россейкер, Руді Долезал                 |                                                           |
| 1997 | «Sheer Heart Attack»                         | Геннес Россейкер, Руді Долезал                 |                                                           |
| 1997 | «It's Late»                                  | Геннес Россейкер, Руді Долезал                 |                                                           |
| 1997 | «Put Out the Fire»                           | Геннес Россейкер, Руді Долезал                 | YouTube [Архівовано 25 лютого 2018 у Wayback Machine.]    |
| 1997 | «Tear It Up»                                 | Геннес Россейкер, Руді Долезал                 |                                                           |
| 1997 | «No-One but You (Only the Good Die Young)»   | Геннес Россейкер, Руді Долезал                 | YouTube [Архівовано 26 вересня 2018 у Wayback Machine.]   |
| 1999 | «Under Pressure» (четверта версія)           | Геннес Россейкер, Руді Долезал                 |                                                           |
| 2000 | «We Are the Champions»                       | Еван Бернард                                   |                                                           |
| 2000 | «We Will Rock You»                           | Тім Ройс                                       |                                                           |
| 2002 | «Bicycle Race» (друга версія)                | Девід Маллет                                   |                                                           |
| 2005 | «Fat Bottomed Girls» (друга версія)          |                                                |                                                           |
| 2014 | «Love Kills»                                 |                                                | YouTube [Архівовано 19 квітня 2018 у Wayback Machine.]    |
| 2014 | «Let Me In Your Heart Again»                 |                                                | YouTube [Архівовано 1 червня 2018 у Wayback Machine.]     |

## Саундтреки
| Рік  | Фільм/Серіал/Подія            | Альбом                                                                                        | Пісні                                                   |
| ---- | ----------------------------- | --------------------------------------------------------------------------------------------- | ------------------------------------------------------- |
| 1978 | «FM»                          | FM: The Original Movie Soundtrack                                                             | «We Will Rock You»                                      |
| 1981 | «Флеш Гордон»                 | Flash Gordon (Original Soundtrack Music)                                                      | трек-лист альбому Flash Gordon                          |
| 1986 | «Залізний орел»               | Iron Eagle (Original Motion Picture Soundtrack)                                               | «One Vision»                                            |
| 1992 | «Хлопець з Енсіно»            | Encino Man (Music From The Original Motion Picture Soundtrack)                                | «Stone Cold Crazy»                                      |
| 1992 | «Світ Вейна»                  | Music From The Motion Picture Wayne’s World                                                   | «Bohemian Rhapsody»                                     |
| 1993 | «Супербрати Маріо»            | Super Mario Bros. (Original Motion Picture Soundtrack)                                        | «Tie Your Mother Down»                                  |
| 1993 | «Зять»                        | Son in Law (Original Motion Picture Soundtrack)                                               | «Crazy Little Thing Called Love»                        |
| 1993 | «Друзі Пітера»                | Peter’s Friends — The Album                                                                   | «You're My Best Friend»                                 |
| 1993 | «American Gladiators»         | American Gladiators — The Music                                                               | «We Will Rock You»                                      |
| 1994 | «D2: The Mighty Ducks»        | D2: The Mighty Ducks                                                                          | «We Will Rock You», «We Are the Champions»              |
| 1996 | «Пан Помилка»                 | Mr. Wrong (Music From The Original Motion Picture Soundtrack)                                 | «Crazy Little Thing Called Love»                        |
| 1997 | «Вбивство у Гросс-Пойнті»     | Grosse Pointe Blank                                                                           | «Under Pressure»                                        |
| 1998 | «Солдатики»                   | Small Soldiers (Music From The Motion Picture)                                                | «Another One Bites the Dust»                            |
| 2000 | «Щасливі номери»              | Selections From The Motion Picture Lucky Numbers                                              | «We Are the Champions»                                  |
| 2001 | «Історія лицаря»              | A Knight’s Tale (Music From The Motion Picture)                                               | «We Will Rock You»                                      |
| 2004 | «Зомбі на ім'я Шон»           | Shaun of the Dead (Music From The Motion Picture)                                             | «Don't Stop Me Now»                                     |
| 2009 | «Прах до праху»               | Ashes to Ashes Series 2 Original Soundtrack                                                   | «Under Pressure»                                        |
| 2010 | «Горець»                      | Highlander (Complete Motion Picture Score)                                                    | трек-лист альбому A Kind of Magic, «New York, New York» |
| 2011 | «Заборонений прийом»          | Sucker Punch (Original Motion Picture Soundtrack)                                             | «I Want It All», «We Will Rock You»                     |
| 2011 | «Щасливі ноги 2»              | Original Soundtrack — Happy Feet Two                                                          | «Under Pressure»                                        |
| 2012 | «Вуличні танці 2»             | StreetDance 2 (Music From & Inspired By The Motion Picture)                                   | «We Will Rock You (LP & JC Remix)»                      |
| 2012 | «Третій зайвий»               | Ted (Original Motion Picture Soundtrack)                                                      | «Flash’s Theme»                                         |
| 2012 | «Літні Олімпійські ігри 2012» | A Symphony of British Music (Music for the Closing Ceremony of the London 2012 Olympic Games) | «Bohemian Rhapsody»                                     |